# بطولة سانت بطرسبرغ المفتوحة
بطولة سانت بطرسبرغ المفتوحة هي بطولة لكرة المضرب للمحترفين للرجال وهي ضمن بطولات رابطة محترفي التنس 250 نقطة.أنطلقت أول نسخة للبطولة في 1995.